# Drepanojana apicalis
Drepanojana apicalis är en fjärilsart som beskrevs av Aurivillius. Drepanojana apicalis ingår i släktet Drepanojana och familjen Eupterotidae. Inga underarter finns listade i Catalogue of Life.